# Neptis suffusa
Neptis suffusa är en fjärilsart som beskrevs av Rothschild 1918. Neptis suffusa ingår i släktet Neptis och familjen praktfjärilar. Inga underarter finns listade i Catalogue of Life.